# Bill Magarity
William John Magarity, detto Bill (Filadelfia, 18 maggio 1952), è un ex cestista e allenatore di pallacanestro statunitense naturalizzato svedese.
È il padre di William Magarity jr. e di Regan Magarity

## Carriera
Detiene il record di punti nella storia del Södertälje Basketbollklubb, avendone realizzati 10.642 in 492 partite.

## Palmarès

### Allenatore
- Campionato svedese: 1

Plannja Basket: 1999-2000